# Parafia Matki Bożej Gromnicznej w Wiśniowie Ełckim
Parafia Matki Bożej Gromnicznej w Wiśniowie Ełckim – parafia rzymskokatolicka, znajdująca się w diecezji ełckiej, w dekanacie Rajgród.